# Iwan Triegubow
Iwan Siergiejewicz Triegubow (ros. Иван Сергеевич Трегубов; ur. 19 stycznia 1930 w Liwadce w Mordowii, zm. 1 września 1992 lub 22 grudnia 1992 w Moskwie) – radziecki hokeista na lodzie grający na pozycji obrońcy, mistrz olimpijski, mistrz świata i Europy.

## Życiorys
Urodził się w Mordowii. Jego rodzina jeszcze przed II wojną światową wyemigrowała na drugą stronę kraju do Władywostoku. W latach 50. Triegubow przeniósł się jednak do Moskwy. Uprawiał piłkę nożną i hokej na lodzie, zostając finalnie przy tej drugiej dyscyplinie.
Triegubow raz został medalistą igrzysk olimpijskich w hokeju na lodzie – wraz z drużyną ZSRR zdobył złoty medal w turnieju olimpijskim w Cortina d’Ampezzo w 1956 roku. Sześciokrotnie wywalczył medal mistrzostw świata. Jedyne złoto zdobył w 1956 roku na zawodach olimpijskich w Cortina d’Ampezzo, będących jednocześnie turniejem o mistrzostwo świata. Poza tym został wicemistrzem świata w latach 1955, 1957, 1958 i 1959, oraz brązowym medalistą w 1961 roku. W latach 1955–1961 zdobył sześć medali mistrzostw Europy – łącznie były to cztery złote i dwa srebrne medale. W latach 1958 i 1961 wybrany przez IIHF najlepszym obrońcą na świecie. Wraz z Nikołajem Sołogubowem tworzył wówczas jedną z najsilniejszych par defensywnych na świecie, przez co dziennikarze określili Triegubowa mianem „Iwana Groźnego”. Łącznie w latach 1954–1961 rozegrał w reprezentacji ZSRR 100 spotkań, strzelając 29 bramek.
Podczas kariery klubowej reprezentował barwy Amuru Chabarowsk, CSKA Moskwa, SKA Kujbyszew i Chimika Woskriesensk. Najdłużej grał w CSKA, z którym zdobył sześć tytułów mistrza ZSRR (1955, 1956, 1958–1961). Karierę zakończył po doznaniu poważnej kontuzji nogi, którą poniósł w 1965 roku.
Zasłużony Mistrz Sportu ZSRR w hokeju na lodzie (1956). W 2014 roku przyjęty do Rosyjskiej Galerii Hokejowej Sławy.
Został pochowany na Cmentarzu Wostriakowskim w Moskwie.